# Contea di Xilin
La contea di Xilin (西林县S, Xīlín XiànP) è una contea della Cina, situata nella regione autonoma di Guangxi e amministrata dalla prefettura di Baise.